# Donge (Fluss)
Die Donge ist ein Bach bzw. im Unterlauf Fluss in der niederländischen Provinz Noord-Brabant. Sie entspringt als Leij aus mehreren Quellen östlich des Dorfes Baarle-Nassau, das mit der belgischen Exklave Baarle-Hertog verflochten ist. Sie fließt zunächst nordnordostwärts in Richtung Tilburg, um dann bei der Stadtgrenze nach Nordwesten abzuknicken. Wo sie Straße und Bahnstrecke zwischen Tilburg und Breda unterquert, beginnt der Name Donge. Bei Dongen unterkreuzt sie den Wilhelminakanal. Nach sechs Kilometern knickt sie nach Westen ab, während ein Teil ihres Wassers gerade nordwärts in Richtung Bergsche Maas abgezweigt wird. Bei Geertruidenberg vereinigt sie sich mit der wesentlich größeren Bergsche Maas zur Amer.

## Nutzung des Flusses
Da sich die Donge in der Nähe der Stadt Geertruidenberg verbreitert, wurde sie in diesem Gebiet hauptsächlich für industrielle Zwecke genutzt. Bis 1952 befand sich an dem Fluss das Kraftwerk Dongecentrale, das ganz Nordbrabant mit Strom versorgte. Nach seiner Stilllegung übernahm die Amercentrale (am Fluss Amer gelegen) seine Aufgaben. Einige der Kohleschiffe nutzen noch immer die Donge. Bis 2005 waren auch 4 Schiffshersteller an der Donge angesiedelt.

## Belege
1. ↑  Rijkswaterstaat: Donge